# The Million
The Million è un film muto del 1914 diretto da T.N. Heffron (Thomas N. Heffron). Prodotto dalla Famous Players Film Company e distribuito dalla Paramount Pictures, aveva come interpreti Edward Abeles, Robert Stowe Gill, Ruby Hoffman, Edna Mayo, John Daly Murphy e William Roselle, tutti attori che provenivano dal teatro.
Sceneggiato da Eve Unsell, il film si basa su Le Million, commedia di Georges Berr e Marcel Guillemaud andata in scena in prima a Parigi l'11 novembre 1910 e che fu in seguito riproposta per lo schermo nel 1931 da René Clair con il suo Il milione.

## Trama
Il "Barone" è un ladro gentiluomo che si traveste numerose volte per assicurarsi un biglietto della lotteria del valore di un milione di dollari. Con la polizia che lo marca stretto, il barone impersona Ike Damskinski, un commerciante di abbigliamento di Bowery, un famoso cantante lirico di nome Donatelli, un giornalista, un cameriere e una ballerina di cabaret. Alla fine, tuttavia, il barone si rivela determinante nel restituire il biglietto al legittimo proprietario.

## Produzione
Il film fu prodotto dalla Famous Players Film Company. Henry W. Savage, il produttore della commedia che, portata negli Stati Uniti, aveva debuttato a Broadway il 23 ottobre 1911, prese parte anche alla produzione del film e, nei titoli, appare nel ruolo di "presentatore".

## Distribuzione
Distribuito dalla Paramount Pictures e presentato da Henry W. Savage, il film uscì nelle sale statunitensi il 31 dicembre 1914.
La Famous Players Film Company lo distribuì nel Regno Unito il 3 maggio 1915.
Non si conoscono copie ancora esistenti della pellicola che viene considerata presumibilmente perduta.